# トマス・ペイン
トマス・ペイン（Thomas Paine、1737年1月29日 - 1809年6月8日）は、イギリス出身のアメリカ合衆国の哲学者、政治活動家、政治理論家、革命思想家。

## 生涯

### 無名時代
ノーフォークのセットフォードにコルセット製造業者の子として生まれ、グラマースクールの第6学年から第14学年まで在籍し、歴史・数学・科学を学び、13歳から父親の店で職人としての修行をする。16歳の頃に船乗りになるため家出をし、その後船員・コルセット製造・収税吏・教師と職を転々とする。22歳と34歳の時に結婚し、両方とも離婚している。1772年に収税吏の賃金の実情についてパンフレットを執筆し、文人のオリヴァー・ゴールドスミスと知り合っている。1774年6月にロンドンでベンジャミン・フランクリンに紹介され、人物証明書を持たされてアメリカに移住する。月刊誌『ペンシルベニア・マガジン』の編集主任となり、1775年1月には600人だった購読者を2ヶ月後には1500人に増加させている。植民地の政治問題に触れ、クエーカー教徒の完全な平和主義を批判し、若者への就職準備金や老人への年金支給を含む最低限所得保障が必要なことを説いた論文『農民の正義』(Agrarian Justice)などが書かれたのと同時に、ペンシルベニア州議会に対し独立要求をけしかけている。

### アメリカ独立革命

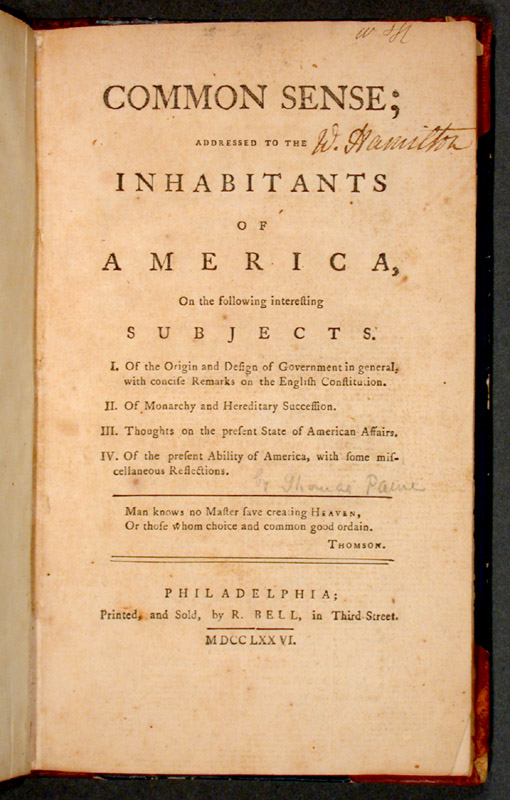
『コモン・センス』1776年出版

1776年1月10日、フィラデルフィアでペインが執筆した政治パンフレット『コモン・センス』（Common Sense、「常識」の意）の初版が1部2シリングで販売され、1000部印刷された初版はたちまち売り切れた。その後3ヶ月で12万部を売り切り、その年の末までに56版を数え15万部が売れたという。民主的平和論を説き植民地の権利を守らないイギリスの支配から脱し、アメリカが独立するという考えは「Common sense」（常識）であると説いた。独立宣言発布直後にペンシルベニア連隊に入隊し、将軍付の秘書・副官となる。ワシントンに紹介されて2年間その下で働き、『危機』（Crisis）と呼ばれる一連の小冊子や論文記事を出版し続けた。1777年4月から1779年1月まで連邦議会外務委員会の書記をつとめ、1779年11月、ペンシルベニア州議会の書記に任命された。このとき滞納されていた賃金1690ドルを支払われると、ペインはそのうちの500ドルをワシントン軍に寄付したため、この例にならう者が続出し、議会が銀行を設立することを可能にしたという。1780年3月にペンシルベニア州議会が可決した奴隷廃止法案の前文を書き、7月4日にペンシルベニア大学から名誉博士号を贈られている。1784年には、独立に対する貢献により、ニューヨーク州よりニューロッシェルの農園を贈られている。

### フランス革命と晩年
1785年には鉄橋を考案し、翌年には模型を完成させている。一方で同年、『政府・銀行・紙幣』を著して、銀行を擁護した。1787年5月からフランスに渡って学士院に自分の橋梁模型を宣伝し、9月から故郷のセットフォードで過ごし『ルビコン川における将来の予想』という小冊子を完成させ、イギリス首相ウィリアム・ピットに対仏戦の非を説いている。1787年12月から1789年秋までパリにいたアメリカ公使ジェファーソンと文通し、その年の暮れにラファイエット侯爵から陥落していたバスティーユ牢獄の鍵を手渡され、ワシントン大統領に届けるよう依頼され、この任を果たす。
エドマンド・バークの『フランス革命についての省察』を反駁するため、1791年と翌年にかけて『人間の権利』（Rights of Man）を出版し、1793年までイギリスで200万部を売りつくしたと試算される。『人間の権利』第2部で土地貴族を攻撃し世襲君主制への敵意を表明したためイギリス政府に追放され、かつ自著の仏訳を監修するためにパリに渡り、1791年10月にはフランスの市民権を与えられ国民公会によって新憲法の草案作成委員会に加えられた。その時の委員の顔ぶれには、ダントンやシェイエース、コンドルセが見られ、憲法草案の前文はペインとコンドルセが書いたといわれる。1793年1月15日に国民公会でルイ16世の処刑に反対する演説を行う。12月28日にジロンド党との共謀と敵性外国人という嫌疑により逮捕され、駐フランス公使ジェームズ・モンローの助力により翌年11月4日に釈放された。12月8日に再び国民公会に迎えられ、翌年1月3日にフランス公教育委員会により「この哲学者は人間の権利でもってイギリスの政治家のマキャベリズムに立ち向かったのであり、2冊の不滅の著書によって新旧両大陸の自由を聖別した」と顕彰された。この間、理神論を主張した著書『理性の時代』（The age of reason）を完成させている。1802年に再びアメリカに渡り、ジョン・アダムズをはじめとする連邦党と対立し、奴隷反対を説き、理神論を改めようとしなかったために、アメリカではほとんどの友人を失い、不遇のうちにニューヨークで没する。彼の遺体は無神論者との噂がたたって教会での埋葬を拒まれて、ロングアイランドの共同墓地に埋められた。1819年になって、イギリスのジャーナリストで愛国者のウィリアム・コベットが故国に改葬しようとしてペインの遺骨を持ち帰り、結局はイギリスでも埋葬が許されず、コベットの生きている間はその家に置かれたまま、彼の死とともに行方知らずとなったという。

## 著書の日本語訳
- 『人間の権利』（西川正身訳、岩波文庫、1971年）
  - 『人権論』（五十嵐豊作訳、実業之日本社、1948年）
  - 『人間の権利』（角田安正訳、光文社古典新訳文庫、2025年）
- 『コモン・センス 他三篇』（小松春雄訳、日本評論社、1950年／岩波文庫、新版2005年）
  - 『常識 コモンセンス』（鍋島能弘訳、新鋭社、1957年）
  - 『コモン・センス』（角田安正訳、光文社古典新訳文庫、2021年）、他に「アメリカの危機」「厳粛な思い」「対談」
- 『理性の時代（英語版）』（渋谷一郎監訳、泰流社、1982年）

### 伝記研究
- 『トマス・ペイン 国際派革命知識人の生涯』、マーク・フィルプ、田中浩、梅田百合香訳、未來社、2007年7月
- 『トマス・ペインの『人間の権利』』、クリストファー・ヒッチンス、中山元訳、ポプラ社、2007年11月、名著誕生
- 『トマス・ペイン　『コモン・センス』と革命家の生涯』ハーロー・ジャイルズ・アンガー、森本奈理 訳、白水社、2023年